# Kwas glioksalowy
Kwas glioksalowy (CHO-COOH) – organiczny związek chemiczny, najprostszy aldehydokwas. Jest gęstą cieczą, łatwo rozpuszczalną w wodzie, w przyrodzie spotykany w niedojrzałych owocach. Otrzymuje się go poprzez utlenianie  glikolu etylenowego kwasem azotowym.
W związku z obecnością grupy aldehydowej charakteryzuje się on reakcjami swoistymi dla aldehydów, jak tworzenie lustra srebrowego z amoniakalnym roztworem tlenku srebra, przyłączanie kwasu cyjanowodorowego, tworzenie związków wodorosiarczynowych itp. Jednoczenie jako aldehydokwas, kwas glioksalowy odznacza się wszystkimi własnościami charakterystycznymi dla kwasów.
Podczas gotowania kwasu glioksalowego z wodorotlenkiem potasu ulega on dysproporcjonowaniu (utlenianie jednej cząsteczki kwasu glioksalowego do kwasu szczawiowego kosztem redukcji drugiej cząsteczki do kwasu hydroksyoctowego):
2 CHO-COOH + H2O → HOCH2COOH + HOOC-COOH